# Rosa Grena Kliass
Rosa Grena Kliass (São Roque, 15 de outubro de 1932) é uma arquiteta-paisagista brasileira, considerada uma das mais importantes na história do Paisagismo brasileiro moderno e contemporâneo.
Foi professora e fundadora da cadeira de paisagismo do curso de Arquitetura e Urbanismo da Faculdade de Arquitetura e Urbanismo da Universidade Presbiteriana Mackenzie. Entre suas obras mais significativas estão a reforma do Vale do Anhangabaú e o projeto paisagístico do Parque da Juventude, ambos na cidade de São Paulo.

## Biografia
Rosa nasceu em São Roque, interior do estado de São Paulo, em 1932. Bastante indecisa sobre o vestibular, oscilando entre Arquitetura e Física, optou pela Arquitetura, formando-se pela Faculdade de Arquitetura e Urbanismo da Universidade de São Paulo (FAUUSP) em 1955, com pós-graduação também na FAU em 1989.
Foi diretamente influenciada pelo professor Roberto Coelho Cardoso ao optar pelo paisagismo como área de atuação, sendo ganhadora de inúmeros prêmios nesta área. Sagrou-se também como consultora de diversos órgãos estatais, autora de vários trabalhos publicados no país e no exterior.
Seu trabalho teórico também possui certa relevância, sendo autora do livro Parques urbanos de São Paulo, desenvolvido a partir do tema de sua dissertação de mestrado, defendida em 1989 na FAUUSP. É fundadora e ex-presidente da Associação Brasileira de Arquitetos Paisagistas (ABAP) fundada em 1975.
Para Rosa, a descoberta de sua vocação foi obra de um encontro no último minuto e de um amor à primeira vista.
| “ | No último ano da Faculdade de Arquitetura, entrou uma cadeira que se chamava Paisagismo. Assim, baixou aqui o Roberto Coelho Cardoso. Um americano de família portuguesa, que veio de Berkeley e foi ser o nosso professor. Eu e Miranda [Magnoli] fomos alunas dele e imediatamente entendemos que aquilo era a nossa missão”, contou em entrevista concedida ao CAU/BR em 2014. Aos 82 anos, Rosa admite que a escolha pela Faculdade de Arquitetura e Urbanismo, cursada na Universidade de São Paulo na década de 1950, “até hoje é um grande mistério. | ” |

Em 13 de setembro de 2019, Rosa foi a primeira mulher premiada com o Colar de Ouro do Instituto de Arquitetos do Brasil.

## Principais obras
- Plano Preliminar Paisagístico de Curitiba – PR (1965)
- Áreas Verdes Recreação para o Município de São Paulo (1968)
- Estudos de Áreas Verdes e Espaços Abertos da Cidade de Salvador – BA (1976)
- Plano da Paisagem do Município de São Luís – MA (2003)
- Projeto Paisagístico da Avenida Paulista – SP (1973)
- Reurbanização do Vale do Anhangabaú – SP (1981)
- Parque Halfeld – Juiz de Fora – MG (1979)
- Parque Mariano Procópio – Juiz de Fora – MG (1979)
- Parque do Abaeté – Salvador – BA (1992)
- Parque de Esculturas – Salvador – BA (1996)
- Parque da Residência – Belém – PA (1998)
- Estação das Docas – Belém – PA (1998)
- Feliz Lusitânia, Forte do Castelo – Belém – PA (1998)
- Pátios do Museu de Arte Sacra – Belém – PA (1998)
- Parque da Juventude - São Paulo - SP (2003)